# Tetrapolis (Syrien)
Die Tetrapolis war ein antiker Vierstädtebund in der Region Syrien am östlichen Mittelmeer, der um 300 v. Chr. unter Seleukos I. gegründet wurde und aus den Städten Antiochia (heutiges Antakya in der Türkei), Seleukia Pieria (heutiges Samandağ in der Türkei), Apameia (bei der Kleinstadt Qalaat al-Mudiq in Syrien) und Laodikeia (heutiges Latakia in Syrien) bestand. Der Plan dieser vier Städte war im Prinzip derselbe, es gab rechteckige Wohnbezirke von etwa 120 mal 57 Metern, die durch ein Straßengitter abgeteilt waren. Die Anlage dieser Städte schuf die wirtschaftliche und kulturelle Grundlage für die Hellenisierung Syriens.